# Dorje Drag Rigdzin Chenmo
| Tibetische Bezeichnung                                |
| ----------------------------------------------------- |
| Tibetische Schrift: རྡོ་རྗེ་བྲག་རིག་འཛིན་ཆེན་པོ                |
| Wylie-Transliteration: rdo rje brag rig 'dzin chen po |
| Chinesische Bezeichnung                               |
| Vereinfacht: 多吉扎·仁增钦摩                          |
| Pinyin:Duoji Zha Renzeng Qinmo                        |

Dorje Drag Rigdzin Chenmo (tib. rdo rje brag rig 'dzin chen mo), auch Dorje Drag Rigdzin Chenpo (rdo rje brag rig 'dzin chen po), bzw. kurz Dordrag Rigdzin Chenmo oder Rigdzin Chenpo (rig 'dzin chen po), „Vidyadhara von Dorje Drag“ usw., ist der Titel des Linienhalters der Übertragungs-Linie der „Nördlichen Schätze“ (byang gter) im Nyingma-Klosters Dorje Drag in Zentraltibet, einer Inkarnationslinie, die auf den berühmten Tertön Rigdzin Gödem Je (rig 'dzin rgod ldem rje; 1337–1408) zurückgeht und die traditionell die Äbte von Dorje Drag stellt. Sie gilt als eine der höchsten Inkarnationsreihen der Nyingma-Tradition.
Der derzeitige Linienhalter ist der 10. Dorje Drag Rigdzin Chenmo Namdröl Gyatsho (rdo rje brag rig 'dzin chen mo rnam grol rgya mtsho), er ist Vizevorsitzender der Politischen Konsultativkonferenz des Autonomen Gebiets Tibet.

## Liste der Dorje-Drag-Rigdzin-Chenmo-Linienhalter
| rdo rje brag rig 'dzin chen mo | Name                                           | Lebensdaten                                      | Umschrift nach Wylie                                        |
| ------------------------------ | ---------------------------------------------- | ------------------------------------------------ | ----------------------------------------------------------- |
| 1.                             | Rigdzin Gödem                                  | 1337–1409                                        | (rig 'dzin rgod ldem)                                       |
| 2.                             | Legden Dorje                                   | 1512–1625 (?)                                    | (legs ldan rdo rje)                                         |
| 3. (1.)                        | Ngagi Wangpo                                   | 1580–1639                                        | (ngag gi wang po)                                           |
| 4. (2.)                        | Pema Thrinle                                   | 1641–1717 oder 1640?–1718 (?)                    | (padma 'phrin las)                                          |
| 5. (3.)                        | Kelsang Pema Wangchug, alias Dorje Thogme Tsel | 1719/20 – ca. 1770                               | (skal bzang padma dbang phyug oder rdo rje thogs med rtsal) |
| 6. (4.)                        | Künsang Gyurme Lhündrub Dorje                  | (spätes 18. Jahrhundert, frühes 19. Jahrhundert) | (kun bzang 'gyur med lhun grub rdo rje)                     |
| 7. (5.)                        | Ngawang Jampel                                 | (19. Jahrhundert)                                | (ngag dbang 'jam dpal)                                      |
| 8. (6.)                        | Kelsang Pema Wanggyel                          | (19. Jahrhundert)                                | (skal bzang padma dbang rgyal)                              |
| 9. (7.)                        | Thubten Chöwang Nyamnyi Dorje                  | 1886 – ca. 1935                                  | (thub dbang chos dbang mnyam nyid rdo rje)                  |
| 10. (8.)                       | Namdröl Gyatsho                                | 1936 oder 1937-                                  | (rnam grol rgya mtsho)                                      |